# Davide Appollonio
Davide Appollonio (Isernia, Molise, 2 de junio de 1989) es un  exciclista italiano.

## Biografía
Pasó a profesional en 2010, su primera victoria como profesional fue en la cuarta etapa del Tour de Limousin cuando formaba parte del equipo Cerveló.
A finales de octubre de 2010, fichó para la temporada 2011 por el equipo británico Team Sky donde corrió dos temporadas. En 2013 pasó al francés Ag2r.
El 14 de junio de 2015 dio positivo por EPO en un control por sorpresa efectuado antes de la Vuelta a Eslovenia.
Tras expirar la sanción de cuatro años, se unió a las filas del equipo Amore & Vita-Prodir.

## Palmarés
2010
- 1 etapa del Tour de Limousin

2011
- 1 etapa del Tour de Luxemburgo
- 1 etapa del Tour de Poitou-Charentes

2019
- 1 etapa de la Vuelta a Portugal

## Resultados en Grandes Vueltas
Durante su carrera deportiva ha conseguido los siguientes puestos en las Grandes Vueltas:
| Carrera | Carrera         | 2009 | 2010 | 2011 | 2012 | 2013  | 2014  | 2015  | ... | 2019 | 2020 | 2021 |
| ------- | --------------- | ---- | ---- | ---- | ---- | ----- | ----- | ----- | --- | ---- | ---- | ---- |
|         | Giro de Italia  | ―    | ―    | Ab.  | ―    | 168.º | F. c. | 123.º | ―   | ―    | ―    | ―    |
|         | Tour de Francia | ―    | ―    | ―    | ―    | ―     | ―     | ―     | ―   | ―    | ―    | ―    |
|         | Vuelta a España | ―    | ―    | ―    | ―    | ―     | ―     | ―     | ―   | ―    | ―    | ―    |

―: no participa

Ab.: abandono

F. c.: descalificado por "fuera de control"

## Equipos
- Cerveló (2009)[4]
- Cerveló (2010)
- Team Sky (2011-2012)
- Ag2r La Mondiale (2013-2014)
- Androni Giocattoli-Sidermec (2015)
- Amore & Vita-Prodir (06.2019-2021)